# Флавий Флоренций Роман Протоген
Флавий Флоренций Роман Протоген (лат. Flavius Florentius Romanus Protogenes) — римский государственный деятель середины V века.
До 448 года Протоген был префектом претория, возможно, Востока. В 448—449 годах он находился на посту префекта претория Востока. Во время своей второй префектуры Роман получил письмо от епископа Кирского и историка Феодорита, который был обвинен в ереси и просил его организовать справедливый процесс. В 449 году он занимал должность консула вместе с Флавием Астирием. Между 449 и 451 годом Флоренций получил титул патрикия. В октябре 451 года он принимал участие в Халкидонском соборе.